# Ludo King
Ludo King est une application de jeu mobile gratuite développée par le studio indien Gametion Technologies Pvt Ltd, basé à Navi Mumbai en Inde,,. Gametion appartient à Vikash Jaiswal,,,. Il est développé sur le moteur de jeu Unity et est disponible sur les plateformes Android, iOS, Kindle, Windows Phone et Microsoft Windows. Le jeu est une modernisation du jeu de société Ludo, qui à son tour est basé sur l'ancien jeu indien de Pachisi.
Ludo King est sorti le 20 février 2016 sur l'App Store d'Apple et s'est régulièrement classé no 1 dans la section des meilleurs jeux gratuits de l'App Store et du Google Play Store,,,,. C'est la première application de jeu indienne à dépasser 500 millions de téléchargements,,,. Ludo King est joué dans 30 pays et est disponible en 14 langues.

## Système de jeu
Ludo King est basé sur le jeu de société Ludo, dérivé de l'ancien jeu indien de Pachisi,,. L'objectif du jeu est de déplacer 4 jetons du point de départ autour du plateau vers le centre du plateau, également appelé maison. La première personne à le faire remporte la partie.
Ludo King a quatre modes : contre l'ordinateur, le mode local (plusieurs joueurs sur le même appareil), le multijoueur en ligne (jouer avec d'autres joueurs du monde entier) et le multijoueur privé (jouer avec des amis dans des salles privées),,. En mode contre l'ordinateur, le joueur peut jouer hors ligne contre l'IA de l'ordinateur ; en mode local, plusieurs joueurs peuvent jouer ensemble hors ligne ; dans le multijoueur en ligne, les utilisateurs peuvent jouer avec d'autres joueurs en ligne mais n'ont pas le choix de qui sont leurs adversaires ; et dans le mode multijoueur privé, un utilisateur peut jouer avec plusieurs joueurs en ligne et peut choisir les autres joueurs. Ici, les joueurs peuvent choisir de jouer avec leurs amis Facebook en mode en ligne, et peuvent jouer jusqu'à 6 joueurs en mode multijoueur local,,.

## Développement de Ludo King
Avant Ludo King, Gametion se concentrait principalement sur le développement de jeux sur navigateur internet pour les utilisateurs d'ordinateur bureau. En 2013, la société s'est tournée vers les jeux mobiles. Elle a publié plusieurs jeux, dont Snakes and Ladders et Baby's Big Adventure, mais ceux-ci étaient tous de plus petites importances. La société a pris de l'importance avec la sortie de Ludo King,,.
En septembre 2019, Ludo King a déployé une mise à jour qui comprenait une série de nouveaux thèmes tels que Nature, Égypte, Disco, Cake, Candy et Pinball,.
Ludo King a ajouté 7 Up Down, un sous-jeu dans le jeu, en plus du jeu Snakes & Ladders,.
En août 2020, Ludo King a ajouté la fonctionnalité de chat vocal et une fonctionnalité pour envoyer des E-Greetings,.
Ludo King est disponible en 15 langues - anglais, bengali, tamoul, malayalam, bahasa indonésien, allemand, espagnol, hindi, gujarati, télougou, kannada, français, arabe, marathi et italien.
En janvier 2021, Ludo King a lancé un mode multijoueur en ligne à 6 joueurs et un mode rapide,,,,,,,,,. Ludo King a également publié une fonctionnalité en ligne à cinq et six joueurs,.
Ludo King a utilisé la plate-forme tierce mLab pour l'hébergement. Cependant, après l'acquisition de mLab par MongoDB Inc, le jeu est passé sur MongoDB Atlas, le service mondial de base de données cloud,.
Ludo King utilise également Amazon Web Services (AWS) et Flentas Technologies, un partenaire du réseau de partenaires AWS, pour "construire un système backend multijoueur interne afin de gérer son trafic utilisateur croissant plus efficacement et de manière rentable".

## Démographie
Selon POKKT, l'une des principales plateformes de publicité vidéo mobile en Inde, Ludo King est l'un des jeux les plus populaires en Inde, et engrange plus de 10 millions d'utilisateurs actifs par jour et 70 millions d'utilisateurs mensuels,,,,. En mai 2017, Ludo King est apparue en tête des classements de téléchargement de Google Play. En septembre 2017, le jeu avait été téléchargé 120 millions de fois, dont environ 70 %, soit environ 100 millions, en Inde, suivi de l'Indonésie, du Pakistan, du Népal, de l'Arabie saoudite et du Brésil.
Les principaux marchés de Gametion sont l'Inde, l'Indonésie, le Bangladesh, l'Égypte, le Pakistan, la Tunisie et les États-Unis.
Le jeu est joué « majoritairement par des 18-35 ans mais aussi des retraités. Et en moyenne, un joueur passe 15 à 16 minutes par jour sur le jeu." Le temps de jeu a été fortement augmenté depuis la pandémie de COVID-19,.
Selon India Times, "[Ludo King] a attiré un nouveau groupe démographique de joueurs (45 ans et plus) qui était relativement plus faible en Inde et a transformé le jeu en divertissement grand public et en alternative aux médias sociaux." C'est principalement parce que Ludo King est disponible dans les langues locales comme l'hindi, le gujarati, le marathi, etc., essayant ainsi de cibler un large public local.

## Succès et accueil

### Lancement et succès naissant
Depuis le lancement de Ludo King en 2016, en mai 2017, le jeu avait été téléchargé 50 millions de fois sur les téléphones Android,,,. En 2016, Ludo King a enregistré quatre millions d'installations et est passé à 57 millions en 2017, franchissant 118 millions en 2018,. Ludo King a franchi 500 millions de téléchargements en décembre 2020,,,. En janvier 2020, avait comptabilisé 6 millions d'utilisateurs actifs quotidiens et 75 millions jouant par mois. Les utilisateurs passent environ 45 minutes en moyenne à jouer à Ludo King.
En avril 2018, pendant le scandale des données Facebook-Cambridge Analytica, Ludo King a été noté comme étant l'une des applications équitables parmi les 5 meilleures applications sur Google Play en Inde qui ne demandaient pas d'autorisations excessives sur les appareils.
Selon Vishal Gondal, fondateur de GOQii, Ludo King est l'un des très rares jeux indiens à succès qui soit complètement original et non "reskinné".
Ludo King est considéré comme un jeu populaire en raison de son "aspect multijoueur local" qui permet jusqu'à six personnes de jouer sur un seul téléphone, chacun avec ses propres dés. Il est fascinant de voir à quel point "il a pénétré les échelons inférieurs du segment socio-économique, galvanisant une couche qui ne s'était pas réchauffée aux jeux numériques" Les jeux casual et hyper casual, comme Ludo King, sont « une lumière sur le système des joueurs et ont des mécanismes simples. Ils peuvent être appris via un court tutoriel, ou aucun, même par des débutants. De plus, une progression rapide donne un sentiment rapide d'accomplissement, encourageant le joueur à passer d'un niveau à l'autre."

### Percée pendant le confinement
Ludo King a vu son audience augmenter de 50 à 75 % pendant le confinement due à la COVID-19 en Inde, atteignant le Top 5 des applications téléchargées en Inde entre le 25 mars et le 10 avril 2020, avec 9,5 millions de téléchargements. Les chiffres de téléchargement quotidien de Ludo King sont passés de 150 000 début février à plus de 450 000 en Inde au 13 avril 2020. L'application a vu un bond de 142 % des téléchargements entre février et avril 2020,,. Rien qu'en avril, le jeu a recueilli 26 millions de téléchargements. Selon un rapport d'AppsFlyer, Ludo King a vu une augmentation de 100 % de ses joueurs pendant le confinement. Le temps moyen quotidien passé sur le jeu est passé de 32 minutes à 49 minutes. News18 a rapporté que Ludo King avait « multiplié par cinq le trafic durant le confinement. Le jeu compte plus de 330 millions de téléchargements, avec environ 50 millions d'utilisateurs actifs quotidiens.",, En mai 2020, c'était le sixième jeu le plus téléchargé au monde et ses revenus étaient d'environ 922 000 $ dans le monde,,. Ludo King comptait 251 millions d'utilisateurs actifs quotidiens. Le nombre de téléchargements était en moyenne de 40 à 45 millions en juin 2020. Gametion a dû augmenter la base de serveurs de 8 à 200 serveurs pour répondre à la demande,,. Selon Sensor Tower, Ludo King a vu 48,3 millions de téléchargements entre avril et juin 2020, battant d'autres jeux populaires comme PUBG Mobile, qui s'est classé 3e avec 30,8 millions de téléchargements,,. Selon Craig Chapple, stratège en intelligence mobile à Sensor Tower, "En février, le titre a généré 10,8 millions de téléchargements, tandis qu'en avril, il a accumulé 26 millions de téléchargements, soit une augmentation de 140,7%". Ludo King était l'un des 5 jeux mobiles les plus installés au monde.

### Publicité
Ludo King avait à l'origine une proportion de 80%-20% pour les revenus de la publicité et des achats intégrés, qui sont passés à 60%-40% pour les revenus de la publicité, respectivement en juin 2020. Environ 50 % des revenus proviennent de l'Inde et 50 % de l'extérieur de l'Inde comme l'Indonésie, le Bangladesh, l'Arabie saoudite, les Émirats arabes unis, l'Allemagne, les États-Unis et le Royaume-Uni. L'application obtient "un trafic maximal entre 14h00 et 16h00 pendant la journée, et 20h00-23:00 le soir en Inde".

### Une forte croissance en Inde
Selon les données de Sensor Tower, Ludo King a enregistré 1,52 million de téléchargements entre le 2 et le 5 septembre 2020, sur iOS et Android, ce qui en fait le deuxième jeu le plus téléchargé pendant cette période. Cette soudaine augmentation est intervenue après que le gouvernement indien a annoncé l'interdiction de 118 applications chinoises, dont PUBG Mobile,. Ludo King était également le 7e jeu le plus téléchargé sur Google Play Store en août 2020.
Fin 2020, Ludo King comptait 32 millions d'utilisateurs actifs quotidiens, une augmentation de 15 millions, tandis que ses utilisateurs mensuels moyens sont passés de 110 à 142 millions,,. En raison de l'augmentation du nombre de téléchargements et de l'intérêt des utilisateurs pour le jeu, Gametion Technologies, la société mère de Ludo King, a réalisé un chiffre d'affaires de 20 millions de dollars en 2020,.
Un autre rapport de Sensor Tower indique que "Ludo King était le jeu le plus téléchargé en Asie sur le marché des jeux mobiles, en raison de sa popularité en Inde. Fait intéressant, l'Inde a représenté près de 80 % des téléchargements mondiaux de Ludo King au deuxième trimestre 2021." App Annie a en outre classé Ludo King comme "le meilleur jeu en Inde en termes de téléchargements globaux" pour l'ensemble de 2021.
Actuellement, le Google Play Store a évalué le jeu 4,3 étoiles.

## Dans la culture populaire
Une chanson intitulée "Ludo King" a été lancée le 23 octobre 2018,. C'est la "chanson officielle de Ludo".
Le 8 août 2020, Ludo King a sorti une chanson patriotique intitulée HINDUSTAN by LUDO KING, de MEET BROS feat. SHANKAR MAHADEVAN.
Dans l'émission de radio « Mann ki Baat » d'août, le Premier ministre indien Narendra Modi a cité Ludo King comme un exemple de jeux et de jouets locaux. Il a en outre parlé des diverses opportunités créées sur la scène des jeux en Inde dans le contexte de Ludo King,.
En novembre 2020, Ludo King a signé avec l'acteur de Bollywood, Sonu Sood, en tant qu'ambassadeur du jeu pour le jeu,.
En 2021, Ludo King a lancé "Ludo King Show", un jeu télévisé qui présente des personnes jouant à Ludo King, tandis que d'autres peuvent regarder à la fois sur l'application et sur YouTube. Le 18 juin 2021, Ludo King Show a invité Vidya Balan dans l'émission jouant avec 3 utilisateurs réguliers.

## Récompenses
1. Ludo King a remporté le Mobile & Tablet Game: Arcade/Casual (International) in Gaming au 19e FICCI Frames Prix des meilleurs cadres animés (BAF)[75],[76].
2. Ludo King a été sélectionné comme meilleur jeu occasionnel de 2018 sur Google Play Store par un vote populaire[77],[78],[79].
3. Selon le rapport annuel Google Year in Search: Insights for Brands, Ludo King figurait dans le top 3 des jeux téléchargés en Inde en 2018[80].
4. Ludo King a été nommé «No.1 Game of India» par MidDay[81].
5. Gametion Technologies a remporté le ET Startup Award 2020, avec la reconnaissance en tant que Bootstrap Champ of 2020[82],[83].
6. Apple App Store a répertorié Ludo King dans la liste des 21 applications de 2021 [84].
7. Gametion Technologies s'est classé numéro 1 dans la catégorie des « 10 meilleurs éditeurs de jeux basés en Inde » dans le Top Published Awards 2021 par App Annie[85].
8. Selon App Annie, Ludo King était numéro 1 dans sa liste des jeux mobiles les plus téléchargés en Inde en 2020[86],[87].
9. Ludo King était la deuxième marque médiatique la plus fiable parmi les enfants indiens avec un score de confiance de 65 %, selon une enquête réalisée par Ormax Media[88],[89],[90].
10. Selon AppAnnie, Gametion était le premier éditeur de jeux indien en termes de téléchargements[73].
11. En avril 2021, Ludo King se classe parmi les 10 meilleurs jeux téléchargés sur Google Play Store[91].
12. La chaine Youtube Android Developpers ont présenté l'histoire, "Ludo King passe du local au mondial", sur leurs page Youtube[92].